# Korb (Baden-Württemberg)
Korb è un comune tedesco di 10 385 abitanti, situato nel land del Baden-Württemberg.